# Order Słowackiego Powstania Narodowego
Order Słowackiego Powstania Narodowego (cz. Řád Slovenského národního povstání, słow. Rád Slovenského národného povstania) – czechosłowackie odznaczenie wojskowe za zasługi w okresie słowackiego powstania narodowego. 

## Historia
Odznaczenie zostało ustanowione uchwałą Słowackiej Rady Narodowej z dnia 23 sierpnia 1945 roku w celu nagrodzenia uczestników słowackiego powstania narodowego. Status odznaczenia został ustanowiony w dniu 29 stycznia 1946 roku i opublikowany dekretem prezydenta nr 912 z 16 marca 1946 roku. Zgodnie z uchwałą i statutem orderu nadawany był przez Słowacką Radę Narodową.
W dniu 15 kwietnia 1948 roku na mocy ustawy nadawanie orderu przekazano Prezydentowi i stał się on odznaczeniem państwowym Czechosłowacji. W dniu 12 lipca 1949 roku uchwałą rządu zakończono nadawania orderu. Choć w 20 rocznicę powstania w 1965 roku nadano jeszcze ordery miejscowościom na terenie Słowacji.
Order posiada dwie klasy i medal pamiątkowy.

## Zasady nadawania
Medal został ustanowiony dla nagrodzenia osób, które uczestniczyły w walkach w Słowackim Powstaniu Narodowym. Wykazały przy tym osobistą odwagę, organizowały i dowodziły oddziałami powstańczymi, wykazały się osobistym męstwem i narażały swoje życie.
Uczestnicy walk otrzymywali orderu I i II klasy, natomiast osoby nie uczestniczące w walkach otrzymywały medal pamiątkowy. Orderem mogli być nagradzani także cudzoziemcy biorący udział w walkach lub udzielający pomoc powstańcom. Orderem były także nagradzane miejscowości i gminy, jednostki wojskowe.

## Opis odznaki
Odznakę orderu stanowi okrągły medal o średnicy 36 mm. Order kl. I wykonany jest ze srebra i pozłacany, kl. I z brązu posrebrzony i patynowany, medal pamiątkowy jest brązu.
Wygląd awersu orderu poszczególnych klas i medalu jest identyczny. W centralnej części znajduje się postać kobiety symbolizującej wolność,  ubraną w tunikę stojącą na skale. W ręku trzyma miecz. Za nią znajduje się konar z gałązkami lipy. Wzdłuż krawędzi odznaki znajduje się napis: SLOVENSKÉ NÁRODNÉ POVSTANIE (pol. "słowackie powstanie narodowe") i oddzielony od napisu gwiazdami data 20. VIII. 1944 (data wybuchu powstania).
Na rewersie w orderach kl. I znajduje się napis RÁD / SLOVENSKÉHO / NÁRODNÉHO / POVSTANIA / I. TRIEDA (pol. Order Słowackiego Powstania Narodowego I klasy), a w kl. II różni się tylko klasą. Natomiast na rewersie medalu pamiątkowego jest napis NA PAMÄŤ / ZA ÚČAST / V POVSTANÍ (pol. Na pamiątkę za uczestnictwo w powstaniu).
Autorem orderu jest rzeźbiarz Josef Kostka.
Medal zawieszony jest na wstążce o szer. 38 mm. Każda klasa ma inny rodzaj wstążki:
- klasa I – wstążka w kolorze jasnoczerwonym, w środku pasek koloru białego o szer. 5 mm, oddzielony od koloru jasnoczerwonego wąskimi niebieskimi paskami.
- klasa II – wstążka w kolorze niebieskim, w środku pasek koloru białego o szer. 5 mm, oddzielony od koloru niebieskiego wąskimi jasnoczerwonymi paskami.
- medal pamiątkowy – wstążka w kolorach flagi Czechosłowacji, kolejno paski biały, czerwony, niebieski o jednakowej szerokości.